# Sydney Bristow
Sydney Anne Bristow (n. 17 aprilie 1975), jucată de Jennifer Garner, este personajul principal din serialul de televiziune Alias.

## Biografie
Sydney este puternică, atât din punct de vedere fizic, cât și emoțional. Ea rămane puternică, în ciuda faptului că trebuie să dea față cu o traumă destul de mare de-a lungul anilor: moartea logodnicului, realizarea că mama ei era un fost spion KGB, înstrăinarea de mulți dintre prietenii ei și o constantă activitate și schimbări, pe care trebuie să la îndure datorită faptului că este un spion. Sydney este foarte bună în Krav Maga și vorbește o mulțime de limbi: engleză (mai multe dialecte), rusă, germană, olandeză, franceză, italiană, spaniolă, portugheză, suedeză, română, maghiară, ebraică, japoneză, uzbekă, arabă, urdu, indoneziană, coreeană, cehă în numeroase episoade.
Sydney Bristow s-a născut la 17 aprilie 1975. În primii sașe ani de viață a locuit împreună cu părinții, deși munca tatălui ei la CIA l-a ținut departe de casă majoritatea timpului. După ce Irina Derevko, mama ei, și-a înscenat moartea, Jack Bristow a fost arestat (de către CIA sau FBI) și l-a numit pe Arvin Sloane supraveghetor temporar. După ce Jack a fost eliberat, Sydney a dovedit a fi foarte inteligentă, fiind capabilă să rezolve probleme de dificultate maximă, pe care însuși Jack nu le putea rezolva.
Când Sydney avea 19 ani și era în perimul an de facultate, un bărbat a venit la ea și i-a spus că lucra în domeniul informațiilor pentru guvernul Statelor Unite și că ar dori să o intervieveze, deoarece se potrivea profilului. La început nu a fost de acord, dar mai încolo deoarece nu-i plăcea nici una din materiile pe care le studia s-a gândit că ar putea deveni un spion. Astfel, a ajuns la o organizație, pe care a crezut-o că este CIA. După ce au pus-o să semneze sute de înțelegeri de păstrare a secretului, i-au oferit o slujbă. 
Sydney a primit o slujbă de asistent de birou la etajul 20 al băncii Credit Dauphine, situată în centrul Los Angeles-ului. S-a gândit că banca era cumva afiliată cu CIA. Când i-a spus tatălui ei despre slujba ei, acesta i-a cerut să renunțe, deoarece el știa că banca era soar o companie de fațadă (Jack era un agent dublu în interiorul SD-6). Sydney, fiind supărată pe tatăl ei că i-a cerut să renunțe, a continuat să lucreze la bancă și acest lucru a dus la o înstrăinare între cei doi pentru mai mulți ani.
După o perioadă i-au spus că este gata pentru tranziție, care includea opt luni de antrenament, teste și propagandă. Înainte de aceasta Sydney nu a tras niciodată cu pistolul sau nu a dat un pumn cuiva. A fost în timpul antrenamentului când Sydney a auzit pentru prima dată termenul SD-6. Atunci a crezut că SD-6 era afiliat cu CIA, că era o ramură secretă, care primea fonduri din bugetul negru al CIA. Au făcut-o să creadă că SD-6 una din acele ramuri secrete, ale căror misiuni erau foarte clasificate și de aceea nu operau prin sediul din Langley .
Tranziția s-a încheiat când au făcut referire la sediile SD-6, spunându-i că o vor duce acolo. Ceea ce Sydney nu a realizat a fost faptul că pentru a ajunge acolo este necesară o mică călătorie cu liftul. Birourile SD-6 era situate la subnivelul 6 al clădirii  Credit Dauphine. Rolul ei la SD-6 a fost muncă de birou la început, dar a avansat repede. În mai puțin de un an a fost trimisă în operațiuni de recunoaștere.
Lui Sydney i s-a spus ca obiectivul SD-6 era "obținerea și studierea informațiilor, atât militare cât și industrile, de-a lungul lumii, care are un rol critic în supraviețuirea și superioritatea Statelor Unite ale Americii."
După șapte ani de lucru cu SD-6, Sydney a descoperit că SD-6 era de fapt o ramură a Alianței celor Doisprezece, un grup de crimă organizată internațional amestecat în comerțul cu informații și arme,care reprezintă un dușman pentru Statele Unite.

## Evoluția personajului

### Sezonul 1
Sydney era logodită și urma să se căsătorească cu Danny Hecht, dar acesta a fost ucis de SD-6 după ce Sydney i-a spus că este un spion care lucrează pentru CIA. Puțin timp după aceea, Sydney a fost informată ce este cu adevărat SD-6 de către tatăl ei, care lucra la cele mai ridicate nivele la SD-6.
Sydney a fost recrutată de către adevăratul CIA ca să lucreze ca un agent dublu pentru a distruge SD-6. Coordonatorul ei, agentul Michael Vaughn, era cel care ii dădea misiunile de la CIA. În timpul lucrului la SD-6, Sydney realiza misiunile cu Marcus Dixon, care câteodată devenea suspicios că Sydney ar putea fi un agent dublu;(Dixon încă avea impresia că SD-6 era o parte a guvernului Statelor Unite).
Între timp, Sydney a continuat să se împace cu noile schimbări, incluzând reîntoarcerea tatălui ei în viața sa și moartea logodnicului, în același timp ținând secretele meseriei de spion față de prieteni, mai ales față de Will Tippin și Francie Calfo.
Pe durata acestui sezon, conducătorul SD-6, Arvin Sloane, era obsedat de Milo Rambaldi, un om de știință din anii 1400 care era în stare să creeze dispozitive impresionante, care erau mult înaintate acelei vremi. Sydney a avut numeroase misiuni în care trebuia să ia sau să modifice aceste dispozitive, pentru a preveni ajungerea acestora în mâinile celor de la SD-6. La sfârșitul sezonului, într-o asemenea misiune de a distruge un dispozitiv, Sydney este capturată și descoperă că organizația pe care SD-6 o urmarea este condusă de Irina Derevko, mama ei și o fostă spioană pentru KGB.

### Sezonul 2
În timpul sezonului 2, Sydney continuă să fie un agent dublu la 
SD-6 și să mergă în misiuni pentru CIA. Irina Derevko se predă la CIA și oferă informații valoroase pentru a ajuta la distrugerea 
SD-6. Către mijlocul sezonului doi, CIA-ul are destule informații pentru a pune capăt întregii Alinanțe și să realizeze un asalt asupra sediului SD-6, condus de Sydney și Vaughn. Organizația dispare, dar Sloane reușește să fugă și să lucreze in secret cu Julian Sark.
După căderea SD-6, Sydney se hotărăște că vrea să părăsească CIA-ul, dar iși dă seama ca nu poate atât timp cât Sloane este liber. Sydney trebuie să se împace cu Dixon, care află că Sydney știa că SD-6 nu era o parte a guvernului Statelor Unite și i-a ascuns acest lucru. In final cei doi clarifică lucrurile, iar Dixon începe să lucreze pentru CIA.
În acest timp, prietena lui Sydney, Francie care locuia cu ea în aceeași casă, a fost înlocuită în secret cu un agent al lui Sloane și Sark, Allison Doren. Sydney își dă seama în final că "Francie" nu este cine spunea că este. Sydney o împușcă pe Francie de trei ori, aparent omorând-o, dar Sydney este atât de rănită încât leșină.
Când Sydney se trezește, se afla în Hong Kong și află că doi ani din viața ei au trecut fără cunoștința ei.

### Sezonul 3
Acum Sydney trebuie să se confrunte cu durerea de a nu ști ce s-a întâmplat cu ultimii doi ani din viața ei, dar și cu faptul că acum Vaughn este căsătorit cu o altă femeie, agentul de legătură al NSC Lauren Reed. Sydney încearcă să manipuleze CIA-ul pentru a o lăsa se integreze în organizație și să participe la misiuni (ei nu aveau încredere în ea din cauza absenței ei).
Sydney află că o organizație numită Legământul (The Covenant) pare să fie implicată în dispariția ei. Sydney  continuă să participe la misiuni pentru CIA, în timp ce lucrează cu tatăl ei pentru a afla mai multe deapre trecutul ei.
Eventual, Sydney află de la directorul adjunct al FBI-ului Kendall (care de fapt era directorul Departmentului de Cercetări Speciale) că a lucrat pentru Legământ ca asasin plătit, după ce aparent i-a fost spălat creierul. În acel timp a fost în stare să reziste manipulărilor Legământului datorită Proiectului Crăciun și a putut să colaboreze cu CIA-ul, devenind un agent dublu. Pentru a ascunde informații despre locația unui obiect al lui Rambaldi și probabil fiind îngrozită de faptul că Legământul i-a extras ovulele cu scopul de a duce la capăt o profeție, și-a șters memoria. Sydney a fost foarte deranjată de faptul că a hotărât să omoare cu sânge rece un bărbat neînarmat, în loc să-și riște acoperirea de asasin plătit și să dezvăluie Legământului că procedura de spălare a creierului nu a funcționat.
Sydney și Vaughn continuă să-și stăpânească sentimentele pe care le au unul pentru celălalt, din cauza căsătoriei lui Vaughn cu Lauren. Totuși se descoperă că Lauren este, de fapt, un agent care lucrează pentru Legământ, deși, la început, atât Sydney cât și Vaughn nu intuiesc acest lucru. 
CIA-ul află că în interiorul biroului din Los Angeles este o "cârtiță" (agent dublu). Jack este însărcinat să îl găsească pe agentul dublu și curând începe să o suspecteze pe Lauren. Jack încearcă să-i spună senatorului Reed -tatăl lui Lauren- că fiica sa este un agent dublu, dar acesta refuză să creadă. 
Între timp Vaughn se hotărăște să se despartă de Lauren. Lauren îi spune lui Sark, iar Sark îi explică faptul că ultima dată când Vaughn a vrut să se despartă de cineva pentru Sydney, el s-a reîmpăcat repede când tatăl iubitei lui, Alice Williams, a murit. Sark îi ordonă lui Lauren să-și ucidă tatăl. Lauren nu a putut să-l omoare, dar mama ei, Olivia, l-a omorât fără nicio remușcare. Cele două l-au înscenat pe senatorul Reed ca fiind el agentul care lucra pentru Legământ. Vaughn se reîmpacă repede cu Lauren, rupându-i inima lui Sydney.
Într-o misiune, pentru a-l întâlni un omul care a ajutat Legământul, Sydney o vede pe Lauren. Când îi spune lui Vaughn acesta refuză să creadă. Sydney vorbește cu Jack, iar apoi Jack încearcă să-i dovedească lui Vaughn că soția sa îl trădează. Când Vaughn devine suspicios, se uită în servieta lui Lauren și găsește dovada că Lauren lucrează pentru Legământ.
Vaughn le spune lui Jack și Sydney, dar este obligat de Dixon să se prefacă că nu a aflat de trădarea lui Lauren. Lauren descoperă curând că Vaughn știa că ea lucrează pentru Legământ și că se prefăcea că nu știe; astfel ea și Sark îl răpesc. După ce îl torturează și nu reușesc să obțină nicio informație, îl lasă să moară. Weiss îl găsește pe Vaughn și îl duce la spital. 
Sydney descoperă că Pasagerul este Nadia Santos, sora ei, rezultată din aventura Irinei cu Sloane. După o misiune de salvare, sora lui Sydney este luată de Sloane pentru a obține formula care era stocată în creierul ei de către Rambaldi (de fapt, sistemul ei nervos unic putea reproduce mișcări grafice cu ajutorul lichidului lui Rambaldi -proteine care cauzau mișcări subconștiente). Sydney o salvează din nou, dar Nadia, mai târziu alege să-l acompanieze pe Sloane în căutarea unei invenții a lui Rambaldi, numită Sfera Vieții.
Lauren intră în biroul CIA deghizată în Sydney și fură informații. Sark este capturat și interogat de Vaughn. Sark o trădează pe Lauren, spunându-i lui Vaughn unde o poate găsi. Vaughn se hotărăște să o omoare, o urmărește și o duce într-un depozit gol. În timp ce Lauren se balansa din tavan, Vaughn afirmă că o iubește pe Sydney mai mult decât o urăște pe ea și de aceea nu o va omoarî acum. El plănuia să o desfigureze cu ajutorul acidului clorhidric, dar mătușa lui Sydney, Katya Derevko, îl înjunghie în spate. Când Sydney află ce a pățit Vaughn, ea insăși, merge după Lauren. Vaughn merge după ea și ajunge la timp pentru a o salva pe Sydney spre a nu fi omorâtă de Lauren. Când Vaughn și Sydney se sărută Lauren încearcă să tragă cu pistolul. Vaughn o vede pe aceasta și o împușcă, lăsând-o moartă. Înainte ca Lauren să moară îi spune lui Sydney codul de la o cutie de valori din Wittenburg unde se află informații despre trecutul ei. 
Sydney merge la acea cutie și găsește documente secrete ale CIA-ului despre ea. Jack ajunge acolo și îi spune că nu trebuia să le găsească niciodată.

### Sezonul 4
După mai multe luni de la descoperirea că Jack a omorât-o pe mama ei, Sydney se simte din nou străină față de tatăl ei. În urma unei misiuni false în Shanghai, ea este aparent degradată și își dă demisia de la CIA.
În realitate, Sydney a fost recrutată la APO (Authorized Personnel Only), o nouă ramură secretă a CIA-ului, creată după modelul SD-6. Spre neîncântarea ei, acestă nouă agenție este condusă de către Sloane, care i-a mai ales ca membri ai echipei și pe Jack Bristow, Vaughn și Dixon. Pe parcursul primei misiuni de la APO, Marshall este, de asemenea recrutat, precum și sora vitregă a lui Sydney, Nadia. Mai apoi, și fostul ei coleg , Eric Weiss va face parte din echipa de la APO. 
Pe parcursul misiunilor de a captura asasin plătit, Sydney descoperă că acel om a fost angajat de mama ei pentru a o omorî. Jack aflând acest lucru, o ucide pe Irina pentru a-și proteja fiica. Între timp, Sydney își reia relația ei cu Vaughn. Mai târziu, este dezvăluit faptul că Irina nu este de fapt moartă -Jack a omorât-o pe dublura acesteia, fapt ce a făcut parte dintr-un plan elaborat al Elenei Derevko, care cu ajutorul lui Sloane activează un uriaș dispozitiv Mueller, cu care dorea să distrugă lumea. Irina este salvată din ghearele Elenei și reunită cu familia ei -inclusiv cu Nadia, pe care nu a văzut-o de mulți ani- și împreună merg în Rusia pentru a opri planurile Elenei.
Cam în acest timp, după mai multe urcușuri și coborâșuri în relația lor, Vaughn o cere în căsătorie pe Sydney înainte de a sări din avion. Sydney, totuși, nu răspunde în acel moment. Puțin mai târziu, înainte de a distruge dispozitivul Mueller, Sydney acceptă propunerea lui Vaughn. 
Sezonul se termină cu mașina lui Vaughn și a lui Sydney, care este lovită de un alt vehicul, în timp ce Vaughn îi mărturisea că numele său adevărat nu este Michael Vaughn.

### Sezonul 5
Sydney și Vaughn supraviețuiesc accidentului, dar Vaughn este răpit de o organizație necunoascută. El reușește să evadeze și îi mărturisește lui Sydney că numele său adevărat este André Michaux. El îi mai spune că a lucrat în secret, timp de mai mulți ani, pentru a descoperi activitățile unei organizații misterioase, cunoascută sub numele de Prophet Five. Tatăl său lucrase,de asemenea, înainte de a fi omorât, la proiectul Prophet Five. Puțin după aceea, Sydney este anunțată că este însărcinată, iar Vaughn este împușcat și aparent omorât de către un criminal, care se dădea drept agent CIA. Patru luni mai târziu, Sydney o contactează pe Renée Rienne, o asasină de pe lista celor mai căutați răufăcători a CIA-ului, care a lucrat cu Vaughn, și a cărei tată a lucrat cu tatăl lui Vaughn, la proiectul Prophet Five.
Syney o salvează pe Rachel Gibson, o agentă tânără și fără experiență, din mâinile organizației "The Shed", o organizație criminală care, asemănătoare SD-6, se dă drept o ramură secretă a CIA-ului. Gibson, ca și Sydney cu câțiva ani în urmă, a fost amăgită, crezând că lucra pentru guvernul Statelor Unite. Acum membră APO, Gibson devine o agentă pe teren, având-o pe Sydney ca îndrumător și contact de legătură. Nadia fiind încă în comă în spital, Rachel se mută acasă la Sydney.
Sydney acum s-a împăcat cu tatăl ei definitiv și chiar și-a exprimat iertarea față de Sloane, ajungând până la a scrie o scrisoare de recomandare pentru eliberarea lui Sloane. 
Sydney continuă să meargă în misiuni atât timp cât starea ei îi permite, de multe ori folosindu-și sarcina ca o parte a deghizării. Totuși, în episodul "Solo", ajunge la concluzia că aceste zile sunt pe sfârșite (temporar), nemaiavând permisiunea doctorului de a pleca în misiuni. 
Cu trei săptămâni înainte de data nașterii, Sydney este răpită de către organizația Prophet Five, cu scopul de a o forța să-și amintească anumite detalii despre o hartă SD-6, care îi fusese arătată de Michael Vaughn în timpul primelor lor întâlniri. Încurajată de reprezentarea mentală a lui Vaughn, ea rezistă hipnozei și le oferă răpitorilor ei (printre care și Irina) informații false. Sydney descoperă că este ținută pe un vapor de marfă, unde încearcă să scape de Kelly Peyton, membră Prophet Five. În timpul acestei întâmplări, ea descoperă că doctorul ei de familie era, de fapt, un agent Prophet Five. Tot atunci, suferă o complicație cu sarcina, care, spre surpriza ei, este corectată de Prophet Five, iar bebelușul este salvat.
După ce a fost salvată de APO, Sydney se reîntâlnește cu mama ei, după care pleacă împreună cu aceasta și cu tatăl ei în Vancouver, pentru a recupera un obiect misterios, "The Horizon", despre care Prophet Five credea că se afla în posesia lui Sydney. În timpul acestei misiuni, care se complică datorită decoperirii că Irina lucrează pentru Prophet Five și a atacului surpriză al lui Peyton, Sydney dă naștere -cu ajutorul Irinei și al lui Jack — unei fetițe, pe care o numește Isabelle. Imediat după aceea, Irina dispare cu The Horizon.
După nașterea Isabellei, se dezvăluie că Vaughn nu a murit. După ce a fosr împușcat, Jack l-a ajutat să-și însceneze moartea și să se ascundă în Bhutan.
Cam la o lună de la naștere, Sydney se reîntoarce la muncă, când Anna Espinosa este recrutată de Peyton pentru a-l răpi pe Will Tippin. Espinosa implantează o bombă minusculă în capul lui Tippin, după care cere Pagina 47 în schimbul codului de dezactivare a bombei. Sydney și Will se luptă cu Anna, dar nu reușesc să recupereze Pagina 47. Tot atunci, Anna folosește o substanță chimică necunoscută pentru a colecta material generic de la Sydney. Anna trece printr-un proces genetic în urma căruia devine o dublură a lui Sydney.
După ce Anna o omoară pe Renée Rienne, în corpul acesteia este găsit un cip inscripționat cu numele adevărat al lui Michael Vaughn (André Michaux). Sydney merge în Nepal pentru a se întâlni cu Vaughn, dar este găsită de un agent Prophet Five, în timp ce Anna se duce la Vaughn. Anna și Vaughn descoperă cealaltă jumătate a cipului în corpul lui Vaughn, iar după ce îl descifrează cei doi se îndreaptă spre Germania. Ei găsesc un bunker unde se aflau toate informațiile strânse de tatăl lui Vaughn despre Prophet Five. Vaughn dezvăluie faptul că știe că Anna nu este Sydney, după care se luptă. Anna deține controlul asupra luptei, până când apare Sydney, care o împușcă, omorând-o. Apoi, Sydney se infiltrează în organizația Prophet Five, dându-se drept Anna.
Sydney, încă sub acoperire ca Anna, se întâlnește cu Sloane, care îi spune că, în curând, va merge să caute un trandafir într-o mănăstire din Italia. Ea se întâlnește cu Julian Sark în Italia, unde cei doi se lasă arestați, pentru a se putea infiltra în închisoarea pe locul căreia se afla mai demult mănăstirea. Acolo, Sydney îl găsește pe bătrânul care se dă drept The Rose (Tradafirul). The Rose îi dăruiește lui Sydney o amuletă și îi spune că nu va putea să-i oprească pe membrii Prophet Five. În timp ce Peyton îl scoate pe Sark din închisoare, Sloane încearcă să o omoare pe Sydney, crezând încă că este Anna. Sydney supraviețuiește, dar Sloane fuge cu amuleta. Sydney și Vaughn se reîntorc în Los Angeles, unde Vaughn își petrece timpul cu fiica sa pentru prima dată. Însă, fericirea lor este de scurtă durată, deoarece Sydney primește un telefon de la Sloane, care și-a dat seama că ea trăiește. 
Sydney merge în Sydney, Australia într-o misiune APO de a obține informații despre membrii Prophet Five. Ea reușește să le facă poze celor trei membri din Australia, după care se întoarece în Los Angeles.
Puțin după aceea, Marshall și Rachel sunt răpiți de Peyton și Sark, iar Sydney se întâlnește cu Sloane, care o convinge să îl facă pe Marshall să-l ajute să localizeze o anumită peșteră subterană. Marshall reușește să îi trimită un mesaj lui Sydney, care lucrând cu soția lui Marshall, Carrie, descoperă locul unde erau ținuți Marshall și Rachel; echipa APO organizează o salvare. Marshall și Rachel informează echipa că Sloane căuta o peșteră din Italia, iar Sydney deduce că Sloane se îndreaptă spre Muntele Subasio. Ea și Vaughn merg acolo, iar Sydney coboară în peșteră, unde îl găsește pe Sloane. Acesta trage cu pistolul de câteva ori în gheața din jurul lui Sydney, fapt ce cauzează surparea gheții. Vaughn o salvează pe Sydney și îi acordă primul ajutor. 
Echipa îl urmărește pe Sloane în Mongolia, în mormântul lui Milo Rambaldi. Acolo Sydney îl găsește pe Sloane încercând să-și realizeze scopul final, punând "The Horizon" pe mormânt -ceea ce creează o sferă roșie, asemănătoare cu cea creată de dispozitivul Mueller. Sydney îi întrerupe planurile lui Sloane luând "The Horizon" de pe mormânt. Sark îi conduce pe Jack și Vaughn în peștera subterană după ce îi capturează. Sloane îl împușcă pe Jack, dar la rândul lui este împușcat de mai multe ori de către Sydney. Cu Sloane aparent mort și cu Jack rănit grav, Sydney pleacă, împotriva voinței ei, la Hong Kong pentru înfruntarea finală cu Irina. Jack se întoarece în peștera subterană și aruncă în aer mormântul, omorându-se, dar ținându-l Sloane permanenet captiv înăuntru.
În Hong Kong, Sydney și Irina se luptă pentru ultima dată, Sydney încercând să o oprească pe Irina să folosească "The Horizon" pentru a obține nemurirea. Pe parcursul luptei, Irina ajunge pe un geam de pe acoperiș. Fiindu-i date posibilitățile de a ajunge înapoi la Sydney sau la "The Horizon", Irina alege "The Horizon" și cade prin geam, murind.
Serialul se termină cu câțiva ani în viitor. Sydney și Vaughn sunt căsătoriți și au un al doilea copil, numit Jack în onoarea tatălui lui Sydney.

## Trivia
Nume: Sydney Anne Bristow 

Data nașterii: 17 aprilie 1975 

Înălțime: 173 cm 

Greutate: 56 kg 

Alias: Julia Thorne 

Nume de cod: Freelancer, Mountaineer, Bluebird, White Rabbit, Phoenix 

Universitate absolvită: UCLA 

Diplomă obținută: Masterat în Literatura Engleză
- Probabil prima generație subjugată Proiectului Crăciun, sub supravegherea lui Jack Bristow.
- Îi face plăcere să stea la gară deoarece poate vedea oameni obișnuiți care se duc la slujbe obișnuite.
- Neobișnuit pentru un erou de acțiune din televiune, nu are o vedere perfectă, iar câteodată a fost văzută purtând ochelari, de exemplu în episodul "Snowman". Se crede că poartă lentile de contact în timpul misiunilor.
- Deși Sydney Bristow a călătorit prin multe orașe mari în jurul globului, a fost evitat orașul Sydney din Australia.